# Claude Renoir vestit de pallasso
Claude Renoir vestit de pallasso (Claude Renoir en clown) és un quadre de Pierre-Auguste Renoir de l'any 1909 i dipositat al Museu de l'Orangerie, el qual representa el tercer fill de l'artista (Claude Renoir, nascut el 1901).

## Història
Renoir pintà sovint els seus fills sense que ells ho sabessin, però aquesta vegada va haver de fer posar el noi. Aquest, una quarantena d'anys més tard, recorda prou bé aquelles difícils sessions en què feia de model:
| « | "Em recordo dels moments dramàtics que van marcar les primeres sessions per al meu retrat amb vestit vermell de pallasso. Devia tindre uns nou o deu anys; amb aquesta disfressa anaven unes mitges blanques que jo em negava obstinadament a posar-me. Per acabar la tela, el meu pare va exigir que me les posés; no hi hagué res a fer, em picaven. La meua mare va portar llavors unes mitges de seda; em feien pessigolles. Hi hagué amenaces, després negociacions; de dir-me que em pegarien, passaven a prometre'm un trenet elèctric; d'amenaçar-me que em posarien intern al col·legi, a oferir-me una capsa de colors a l'oli. Finalment, vaig avenir-me a portar les mitges de cotó durant una estona; el meu pare, contenint la seua ira a punt d'esclatar; va acabar el quadre malgrat les contorsions que jo feia per poder-me gratar. El trenet i la capsa de colors van recompensar un esforç tan gran." | » |

## Descripció
Claude Renoir és representat ací de cos sencer en un oli sobre tela de proporcions monumentals (120 × 77 cm)). Sobre un fons despullat, intemporal, amb la seua columna de marbre que evoca un palau, vestit amb una magnífica disfressa de seda vermella, el noi recorda els retrats cortesans de Velázquez. La posició del noi, encara que una mica més frontal, és similar a la de L'Enfant à l'épée d'Édouard Manet.